# Verb predicativ
Verbele predicative (sau personale) sunt verbele la moduri personale. Verbul predicativ este nucleul funcției sintactice de predicat verbal. Uneori predicatul verbal este realizat și de verbe la moduri nepersonale ca infinitivul, gerunziul, participiul și supinul.
Verbele nepredicative sunt verbele copulative și anumite verbe când sunt verbe auxiliare (a fi, a avea, a voi, etc).

## Exemple de propoziții cu verbe predicative
1. Indicativ (se formează la toate timpurile). Exemplu: „Eu citesc”.
2. Conjunctiv. Exemplu: „Eu trebuie să citesc”.
3. Condițional-optativ. Exemplu: „Eu aṣ citi”.
4. Imperativ (se formează numai în propoziții imperative la persoana a doua singular și plural). Exemplu: „Citește!”